# جاناتان نایت
جاناتان نایت (انگلیسی: Jonathan Knight؛ زادهٔ ۲۹ نوامبر ۱۹۶۸) یک موسیقی‌دان اهل ایالات متحده آمریکا و عضو گروه نیو کیدز آن د بلاک است.